# Estadio Municipal de Bielsko-Biała
El Estadio Municipal de Bielsko-Biała (en polaco:Stadion Miejski w Bielsku-Białej), es un estadio de fútbol ubicado en Bielsko-Biała, Polonia. El estadio es sede del Podbeskidzie Bielsko-Biała y del BKS Stal Bielsko-Biała, donde juegan sus partidos como local. 

## Historia
El Estadio fue abierto en el año 1927, y sufrió varias remodelaciones entre los años cincuenta y sesenta. En 1978, el estadio fue sede de dos partidos en fase de grupos del Campeonato de Europa Sub-19 de la UEFA; entre Escocia contra la República Federal Alemana, y la República Federal Alemana contra Italia.
Antiguamente, el estadio contaba con una pista de atletismo. En 1961, Posteriormente, se quitó la pista de atletismo que rodeaba el terreno de juego. En este recinto se celebró una competición de atletismo entre Polonia e Italia.
En agosto de 2012, los altos cargos del ayuntamiento de Bielsko-Biała informaron que el estadio sufriría una completa remodelación; se suplantarían los antiguos bancos por otros de plástico, y mejorarían la calidad del césped y la iluminación. También aumentarán la capacidad del estadio, pasando de 3404 asientos a más de 15 292. Se estima que el costo de la obra sea de 75 millones de zlotys. El estadio está programado para ser terminado en julio de 2015 y la capacidad aumentará a 15 292 asientos.